# Lhyfe
 (mai 2024).
Lhyfe est une entreprise française, producteur et fournisseur d'hydrogène vert.

## Activité
En 2017, la startup construit sa première usine d'hydrogène renouvelable à Bouin (Vendée). L'entreprise possède une autre usine à Buléon (Morbihan). L'entreprise emploie 200 salariés en décembre 2023.
Lhyfe produit de l'« hydrogène vert » issu d'Énergie renouvelable (biomasse, hydrolien, solaire ou éolien), valorisant ainsi leur faiblesse qu'est l'intermittence. À la différence des principaux procédés de production d'hydrogène, dont 95 % des volumes produits sont issus de combustibles fossiles et émettent quantité de dioxyde de carbone, Lhyfe utilise l'électrolyse de l'eau. Ce procédé, bien plus énergivore et coûteux, consomme essentiellement de l'électricité et de l'eau et ne rejette que du dioxygène ; il voit ainsi son empreinte carbone et ses émissions de polluants fortement réduites, à condition que l'électricité consommée soit elle-même décarbonée. Cette condition est vérifiée par le mix électrique français et par les énergies renouvelables qu'exploite Lhyfe. L'hydrogène produit par l'entreprise est principalement destiné à la mobilité (transport de biens et de personnes) et à l'industrie, dans le but de réduire leurs émissions de gaz à effet de serre.
Lhyfe produit et fournit de l'hydrogène vert et renouvelable à partir de ses sites de production en France. Plusieurs sites de production sont en développement ou en construction en Allemagne, en Pays-Bas, au Royaume-Uni et en Suède.

## Historique
Lhyfe est fondée en 2017 à Nantes par Matthieu Guesné. Une première levée de fonds de huit millions d'euros est réalisée en octobre 2019 auprès de Noria, du groupe Les Saules, de Ouest Croissance, d'Océan Participations et du Syndicat départemental d’énergie et d’équipement de la Vendée (Sydev). L'entreprise prévoit de développer 20 unités de production d’hydrogène « vert » en Europe dans les quatre années suivantes. L'apport technologique de Lhyfe réside dans l'assemblage des techniques couvrant la chaine complète de production et de fourniture d'hydrogène vert ainsi que dans un algorithme de pilotage qui optimise la gestion des intermittences, inhérentes aux énergies renouvelables. Un programme de recherche et développement (R&D) disruptif de 5,5 millions € a notamment été engagé dès les premières années de Lhyfe avec le soutien de Bpifrance.
Le 30 juin 2020, Lhyfe signe un partenariat de recherche et développement avec le CEA Tech, le consortium européen Marine energy alliance (MEA) et l’Institut de recherche pour le développement (IRD) pour développer la production d’hydrogène par électrolyse en mer, en utilisant de l’électricité d'éoliennes. Les sujets d'études portent sur l'industrialisation des électrolyseurs, l'adaptation à l'environnement marin et l'adaptation à des parcs non connectés au réseau électrique. Dans ce dernier cas, le gaz produit peut être acheminé par gazoduc ou navire, moins onéreux que des câbles électriques selon Lhyfe. En 2020, Lhyfe est directement concernée par la stratégie hydrogène à laquelle le gouvernement français consacre deux milliards d'euros dans le cadre du plan de relance de l'économie, premier volet d'un plan ambitieux de sept milliards d'euros de soutien public à la filière jusqu'en 2030. Ce plan hydrogène consacrera 1,5 milliard € au développement d'usines géantes de production d'hydrogène vert par électrolyse de l'eau à partir d'électricité renouvelable ou nucléaire. L'objectif est d'installer 6,5 gigawatts d'électrolyseurs. Le gouvernement souhaite voir « émerger une filière française de l'électrolyse » ; parmi les acteurs de cette filière, le journal Les Échos cite Lhyfe.
En mai 2021, sous l'égide de Cédric O, secrétaire d’État chargé de la Transition numérique et des Communications électroniques, et de Barbara Pompili, ministre de la Transition écologique, le jury du programme « French Tech Green20 » choisit une vingtaine de lauréats dont Lhyfe, parmi 200 candidatures enregistrées.

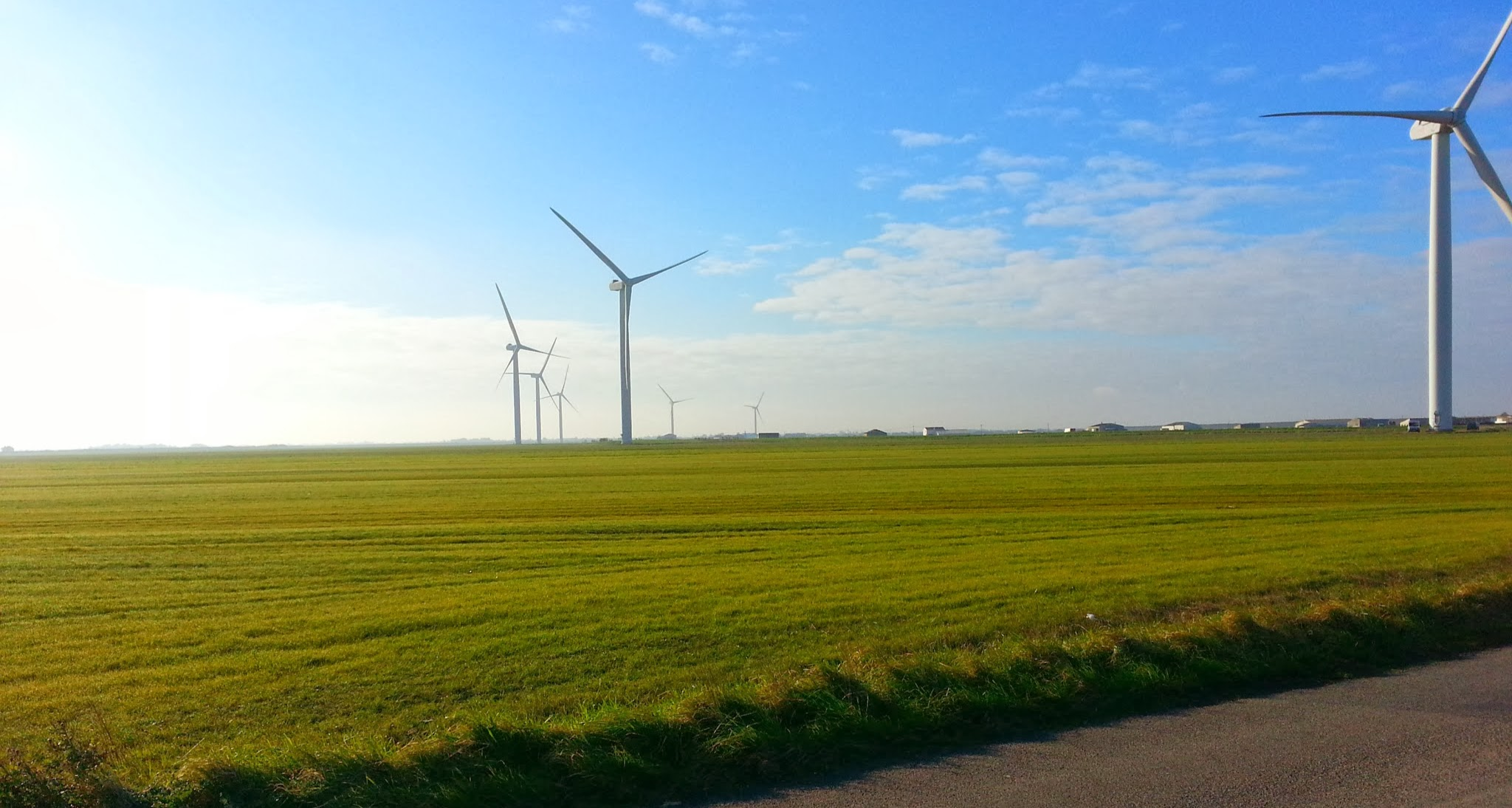
Parc éolien de Bouin.

Le premier site de production d'hydrogène vert de Lhyfe est une première en France et dans le monde pour ce modèle, dont l'électrolyseur est alimenté par un parc de trois éoliennes en mer. Le site est mis en service en 2021 et produit 300 kg d'hydrogène renouvelable par jour, destiné à la mobilité et l'industrie du territoire. Après l'inauguration de sa première usine d'hydrogène « vert » à Bouin, en Vendée, Lhyfe lève 50 millions d'euros auprès de Swen Capital Partners et de la Banque des territoires, afin de financer sa croissance.
En mai 2022, Lhyfe entre en bourse sur Euronext Paris et lève de 118 millions € pour financer ses 93 projets en développement[source insuffisante].
En septembre 2022, Lhyfe inaugure la première plateforme pilote de production d’hydrogène vert en mer au monde. L'entreprise déploie de nombreux sites en mer et à terre à travers l’Europe et s’impose désormais comme un acteur incontournable.
En mars 2023, Lhyfe prend une participation de 49 % dans l'entreprise finlandaise Flexens
En juin 2023, Lhyfe lance sa production d'hydrogène vert en mer à 20 km au large de Guérande. Une éolienne flottante de 65 m de haut produit l'électricité qui alimente l'électrolyseur installé sur une « bouée » de 21 m de long et de 14 m de large ; la production d'hydrogène est de 400 kg par jour[réf. nécessaire].
À l'automne 2023, une deuxième usine à terre est inaugurée à Buléon dans le Morbihan, puis à Bessières près de Toulouse en Haute Garonne, tandis que débute la construction d'une première usine est posée en Allemagne à Schwäbisch Gmünd (Nord Rhein Westfallen).
En novembre 2023, Lhyfe remporte l'appel d'offres du port de Nantes Saint-Nazaire pour l'installation, avant 2028, à Montoir-de-Bretagne, d'une activité de production industrielle et de distribution d'hydrogène renouvelable ou bas-carbone et d'e-carburants dérivés. La capacité du projet est de 250 MW d'électrolyse pour une production annuelle de 30 000 tonnes d'hydrogène.
Lhyfe multiplie ses capacités de production (de quelques dizaines à plusieurs centaines de mégawatts) en mer et à terre. Un site de production d'hydrogène en mer de 10 MW au large d'Ostende, en Belgique, qui devrait commencer à produire en 2026[réf. nécessaire].
En mars 2023, Lhyfe obtient de l’État français une subvention pouvant aller jusqu’à 149 M€ pour produire de l’hydrogène vert et renouvelable à grande échelle près du Havre[réf. nécessaire].
Début juillet 2023, Lhyfe annonce qu'elle va produire de l'hydrogène vert dans les Vosges à partir de 2027 dans l'agglomération d'Épinal.
Parallèlement au déploiement de ses usines, Lhyfe poursuit des études pour mesurer l'impact qu'aurait l'utilisation de l'oxygène, résiduel de la production d'hydrogène par électrolyse, à des fins environnementales[réf. nécessaire]. 
Étape importante dans la lutte pour la réoxygénation des océans, le projet BOxHy vise l’oxygénation de la mer Baltique et le développement de l’économie de l’hydrogène vert (Baltic Sea Oxygenation and the Super-Green Hydrogen Economy. Il a été approuvé dans le cadre de la Décennie des Nations Unies pour l’océanologie au service du développement durable 2021-2030 (Décennie de l’Océan). En adaptant les technologies existantes pour oxygéner la mer, le projet vise à restaurer la vitalité aquatique et à explorer le potentiel de coupler cet objectif avec la production d’hydrogène vert, pour créer un modèle durable de restauration environnementale et de développement économique. Il est porté par Lhyfe, par Flexens, leader dans le développement de projets liés à l’hydrogène en Finlande, et par le département des Sciences de l’écologie, de l’environnement et des plantes (DEEP) de l’université de Stockholm, qui possède une expertise dans la surveillance de l’écologie marine et se concentre sur la recherche fondamentale et appliquée sur la mer Baltique.
En 2024, selon des données de Bloomberg, Lhyfe se situe dans le Top 10 des producteurs d'hydrogène vert mondiaux, et dans le Top 5 au niveau des capacités installées, loin derrière Sinopec, qui dépasse les 20 000 tonnes par an de capacité, et derrière le Norvégien Ovako, mais quasiment au même niveau que les Chinois Huaneng Sichuan Energy et Shanxi Pengfei. Face aux incertitudes réglementaires et économiques françaises, Lhyfe croît plus vite à l'étranger, en particulier en Allemagne, où deux autres sites sont en construction, aux Pays-Bas ou au Royaume-Uni, et vient de s'associer à un projet de pôle industriel géant en Suède, dans lequel il prévoit de produire jusqu'à 100 tonnes d'hydrogène vert par jour. Lhyfe espère quadrupler son chiffre d'affaires en 2024 par rapport à 2023 pour atteindre 5 millions d'euros, et son objectif est de 100 millions en 2026.